# Анрас
Анрас — містечко й громада округу Лієнц в землі Тіроль, Австрія.
Анрас лежить на висоті  1261 над рівнем моря і займає площу  58,41 км². Громада налічує 1297 мешканців. 
Густота населення 22/км². 
Громада лежить на берегах Драви. 
Округ Лієнц, до якого належить Анрас, називається також Східним Тіролем. Від основної частини землі, 
Західного Тіролю, його відділяє смуга Південного Тіролю, що належить Італії. 
|                                |
| Анрас на мапі округу та землі. |

 Адреса управління громади: Dorf 33, 9912 Anras. 

## Виноски
1. ↑  Dauersiedlungsraum der Gemeinden Politischen Bezirke und Bundesländer - Gebietsstand 1.1.2018 — Статистичне управління Австрії.
2. ↑  Einwohnerzahl 1.1.2018 nach Gemeinden mit Status, Gebietsstand 1.1.2018 — Статистичне управління Австрії.
3. ↑  www.anras.at. Архів оригіналу за 28 травня 2020. Процитовано 21 листопада 2021.